# АК-ТК
АК-ТК (автомат Калашнікова тактичної комплектації; цифра після ТК — кількість модифікацій) — варіант автомата Калашникова, який використовується СБУ та ЗСУ у період з 1993—2023 року. Знайшов широке застосування грузинською армією під час Осетинської війни[джерело?].
АК-ТК, модернізована версія АК-103, створений українськими інженерами компанії «Форт» після розпаду СРСР, однак у масове виробництво введений лише 1993 року[джерело?].

## Основні зміни в конструкції
- нове анатомічне пістолетне руків'я, приклад замінений на складаний телескопічний (на 7 положень);
- стволова коробка замінена на нову, з рейкою Пікатінні (та рейка Вівера[8]), матеріали внутрішньої частини були замінені на більш сучасні;
- на цівці встановлений «ластівчин хвіст» і складане пістолетне руків'я;
- перевідник модернізований (можливість оперувати одним пальцем, вказівним або великим);
- нове дулове гальмо-компенсатор на стволі, коліматор у комплекті[9].

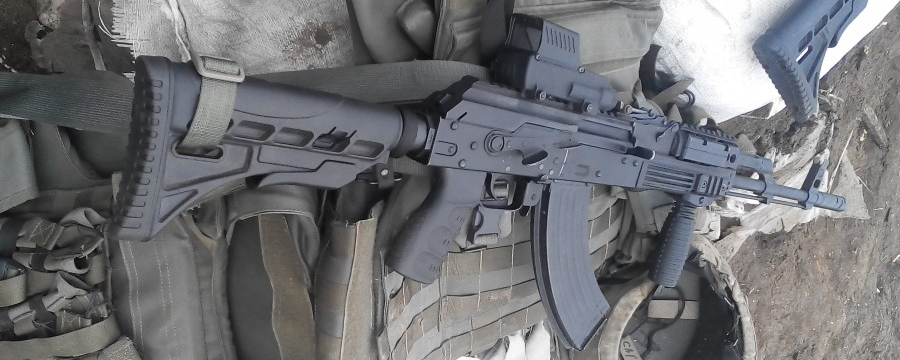
Звичайний варіант, приклад був замінений на телескопічний, на ствольній коробці з'явились планки Пікатінні

У 2016 році перші зразки АК-ТК були випробувані в бойових умовах на сході України. До початку повномасштабної війни з Росією був основним автоматом Сухопутних військ ЗС України, також використовується в збройних силах Грузії, Косова та деяких інших країн.
Вважається[ким?] одним із найуспішніших моделей типу автомата Калашнікова.
На цей час зареєстровано від 150 до 250 тисяч штурмових гвинтівок даного типу[джерело?].

## Балістичні та конструктивні дані автоматів Калашникова та набоїв до них
| № з/п | Найменування даних | АК-74 (АК ТК) / АКС -74          | АКМ (АКМ ТК) / АКМС                  |
| ----- | --- | -------------------------------- | ------------------------------------ |
| 1     | Прицільна дальність, м | 1000                             | 1000                                 |
| 2     | Дальність прямого пострілу: - по грудній фігурі - по ростовій фігурі                                                                                          | - 440 - 625                      | - 350 - 525                          |
| 3     | Темп стрільби, пострілів за хвилину | 600                              | 600                                  |
| 4     | Бойова швидкострільність - пострілів за хвилину - пострілами при стрільбі чергами                                                                             | - 40 - 100                       | - 40 - 100                           |
| 5     | Початкова швидкість кулі, м/с | 900                              | 715                                  |
| 6     | Дальність, на якій зберігається убійна дія кулі, м | 1350                             | 1500                                 |
| 7     | Обмежена віддаль польоту кулі, м | 3150                             | 3000                                 |
| 9     | Вага автомата без багнета, кг: - без спорядженого пластмасового магазина - (*магазина з легкого сплаву) - зі спорядженим пластмасовим магазином (*)           | - 3,3 / 3,2 - (~5,0) - 3,6 / 3,5 | - *3,1 / *3,3 - (~5,0) - *3,6 / *3,8 |
| 10    | Місткість магазина, набоїв | 30                               | 30                                   |
| 11    | Вага пластмасового магазина (*), кг | 0.23                             | *0.17                                |
| 12    | Вага багнета, кг - з піхвами - без піхв | - 0.49 - 0.32                    | - 0.45 - 0.26                        |
| 13    | Калібр, мм | 5.45                             | 7.62                                 |
| 14    | Довжина автомата (кулемета), мм - автомат з примкнутим багнетом та відкинутим прикладом - автомат без багнета з відкинутим прикладом - зі складеним прикладом | - 1089 - 940 - 700               | - 1020 - 880 - 640                   |
| 15    | Довжина ствола, мм | 415                              | 415                                  |
| 16    | Довжина нарізаної частини ствола, мм | 372                              | 369                                  |
| 17    | Кількість нарізів, шт | 4                                | 4                                    |
| 18    | Довжина ходу нарізів, мм | 200                              | 240                                  |
| 19    | Довжина прицільно лінії, мм | 379                              | 378                                  |
| 20    | Товщина мушки, мм | 2                                | 2                                    |
| 21    | Вага набою, г | 10.2                             | 16.2                                 |
| 22    | Вага кулі зі сталевим осереддям, г | 3.4                              | 7.9                                  |
| 23    | Вага порохового заряду, г | 1.45                             | 1.46                                 |